# Чарна Вода (гміна)
Гміна Чарна Вода (пол. Czarna Woda) — місько-сільська гміна у північній Польщі. Належить до Староґардського повіту Поморського воєводства. Утворена  1 січня 2014 року.

## Сусідні гміни
Гміна Чарна Вода межує з такими гмінами: Каліська, Осечна, Черськ.